# 呉青成
呉 青成（オ・チョンソン、朝鮮語: 오청성、英語: Oh Chong-song、Oh Chung-sung、1992年または1993年 - ）は、大韓民国在住の脱北者。呉は数名いる共同警備区域（JSA）から韓国に亡命した脱北者の1人である。脱北前、呉は工業技術者であった。韓国の調査官は呉が「衝動的に」脱北したと結論付けた。
産経新聞によると、日本の当局は呉の父親が朝鮮人民軍少将であることを確認している。

## 亡命
呉は2017年11月13日に朝鮮民主主義人民共和国から亡命した。呉は軍用ジープを猛スピードで運転し、72時間橋を経由して軍事境界線（DMZ）に向かったが、軍事境界線の目前で排水溝に車輪が挟まって動けなくなった。呉はそこでジープから降りて背後の朝鮮人民軍兵士らから40発以上の銃撃を受けながら軍事境界線の韓国側に向かって全力疾走し、軍事境界線から数メートル離れた韓国側の低い外壁の下で倒れた。その後、韓国軍の警備大隊の副士官2人が倒れた呉に匍匐前進で接近し、呉を引きずって大隊長のいる場所まで戻ってから、呉を素早く車に乗せて救助した。呉はアメリカ第8軍第2戦闘航空旅団のヘリコプターで水原市の亜洲大学校病院に搬送された。呉には亡命時に5発の銃撃が命中したことにより血液の半分を失っており、病院到着後すぐに手術をしなければならない重篤な状態であった。

## 反応
事件発生時、朝鮮人民軍兵士らは韓国側に向かって銃撃したこと、軍事境界線を超えたことにより朝鮮戦争休戦協定に違反した。事件を受けて、北朝鮮の共同警備区域警備隊の兵士は交代された。同様の亡命を防ぐための追加措置が取られた。呉が運転してきたジープが故障した場所に溝が掘られ、板門店に向かう道沿いに新たな門が設置された。

## 治療
呉が手術を受けている最中、執刀医らは彼の消化管から大量の寄生虫を発見し、中には長さ27センチメートル (11 in)になるものもあった。発見された寄生虫は回虫であった。呉は亜洲大学校病院の集中治療室で外科医の李国鍾の治療を受けた。その後、呉は軍病院に移送された。呉の手術と治療に韓国政府は6,500万ウォンを費やした。韓国のChannel Aは、匿名の韓国の諜報員が2017年に亡命した4人の朝鮮人民軍兵士の内の1人の体内に炭疽菌の抗体が存在したと主張したことを報じた。しかし、韓国の国防部はこの報道を否定し、4人の兵士はいずれも北朝鮮の生化学兵器部隊には所属していなかったとみられると述べた。この事件に詳しい韓国の諜報機関職員は毎日放送に対し、呉が心的外傷後ストレス障害の兆候を示している可能性があると報告した。呉は尋問中に亡命したことを思い出せなかった。

## 殺人疑惑
東亜日報が引用した匿名の情報源によると、呉は韓国の捜査当局に対して、北朝鮮で「死者を出した」あるいは「人々の殺害に繋がった」犯罪を犯した自白したとされる。しかし、呉はこの報道内容を否定し「軍部隊で運転手をやっていたが、偶発的に亡命することになった」と述べ、国家情報院も呉が殺人事件に関わっていたという事実は全く見つからなかったと説明した。

## 亡命理由
呉は産経新聞のインタビューで、亡命当日は勤務域外で友人とトラブルになり飲酒し、その後車で共同警備区域に戻る途中で検問所を突破してしまい、戻れば処刑される恐れがあったことから亡命したが後悔はないと答えている。
中央日報などは、亡命当時呉が泥酔状態であったと伝えた。聯合ニュースによると、呉は亡命直前の状況について「覚えていない」と繰り返し主張した。イーデイリーによると、呉は開城で友人と酒を飲んでおり、焼酎約10瓶のうち半分以上を呉が一人で飲んだ。その後、呉は泥酔状態で「板門店を見物しに行こう」を提案し、友人を車に乗せて開城から板門店に向かった。道中、道路や施設物などに2度衝突した。韓国当局の関係者は聯合ニュースの取材に対し「オ氏は比較的行き当たりばったり的な性格で、特別な計画を立てず亡命してきたと聞いた」と話した。

## メディア
CNNはこの事件に関する特別ドキュメンタリーを制作した。2019年、NBCニュースが呉に短いインタビューを行った。